# 3C 47
3C 47是一個位在雙魚座的類星體。

## 外部連結
- Simbad（页面存档备份，存于）
- 3C 47（页面存档备份，存于）